# NGC 6753
NGC 6753 ist eine Spiralgalaxie vom Hubble-Typ Sb im Sternbild Pfau am Südsternhimmel. Sie ist schätzungsweise 139 Millionen Lichtjahre von der Milchstraße entfernt und hat einen Durchmesser von etwa 100.000 Lichtjahren.
Im selben Himmelsareal befinden sich u. a. die Galaxien NGC 6758, IC 4826, IC 4829, IC 4832.
Gemeinsam mit NGC 6758, NGC 6780, IC 4832, IC 4856, PGC 62885 und PGC 62910 bildet sie die NGC 6753-Gruppe oder LGG 426.
Die Supernovae SN 2000cj (Typ-Ia) und SN 2005cb (Typ-Ic) wurden hier beobachtet.
Das Objekt wurde am 5. Juli 1836 von dem Astronomen John Herschel mithilfe seines 18,7-Zoll-Spiegelteleskops entdeckt und später von dem Astronomen Johan Dreyer in dem New General Catalogue verzeichnet.

## NGC 6753-Gruppe (LGG 426)
| Galaxie   | Alternativname | Entfernung/Mio. Lj |
| --------- | -------------- | ------------------ |
| NGC 6753  | PGC 62870      | 139                |
| NGC 6758  | PGC 62935      | 149                |
| NGC 6780  | PGC 63151      | 153                |
| IC 4832   | PGC 62938      | 152                |
| IC 4856   | PGC 63226      | 145                |
| PGC 62885 | ESO 184-026    | 156                |
| PGC 62910 | ESO 184-033    | 147                |